# Bagnevaz
Bagnevaz o Bavienaz (in croato: Bavljenac) è un isolotto disabitato della Dalmazia settentrionale, in Croazia. Si trova a ovest di Sebenico e fa parte dell'omonimo arcipelago. Amministrativamente appartiene alla città di Sebenico, nella regione di Sebenico e Tenin.

## Geografia
Bagnevaz si trova nel canale di Capri (Kaprijski kanal), il tratto di mare che divide l'omonima isola da quella di Smolan. È situato 1 km a nord di punta Mertovaz (rt Mrtovac), l'estremità orientale di Capri, e 1,2 km a sud-ovest di punta Ostruska (rt Oštrica), l'estremità settentrionale di Smolan. La sua distanza minima da Smolan è di 650 m. L'isolotto ha una forma arrotondata, una superficie di 0,14 km², uno sviluppo costiero di 1,43 km e un'altezza di 39 m.
La sua caratteristica principale è che è percorsa interamente da una fittissima rete di muretti a secco, costruiti nel XIX secolo per proteggere le coltivazioni di vite dal vento e per delimitare le singole proprietà, che fanno sì che dall'alto l'isola assomigli ad una impronta digitale.

## Isole adiacenti
- Isolotti Dupinici[4], scogli Otatociaz[6][7] o Ravina[5], due scogli arrotondati tra Bagnevaz e Capri:
  - Dupinich Grande[11] (Dupinić Veli), ha una superficie di 0,16 km²[1], uno sviluppo costiero di 0,46 km[1] e un'altezza di 12 m[2]. Si trova a 830 m[2] a ovest-nord-ovest 43°42′23″N 15°42′48″E.
  - Dupinich Piccolo[12] (Dupinić Mali), ha una superficie di 0,1 km²[1], uno sviluppo costiero di 0,38 km[1] e un'altezza di 8 m[2]. Si trova 410 m[2] circa a nord di Dupinich Grande 43°42′40″N 15°42′42″E.
- Scoglio Ostrizza[5][7] (Oštrica), a nord di valle Mertovaz[6] (uvala Mrtovac), a soli 50 m dalla costa; ha una superficie di 0,021 km²[1], uno sviluppo costiero di 0,54 km[1] e un'altezza di 9 m[2] 43°41′45″N 15°42′52″E.

### Cartografia
- (HR) Mappa topografica della Croazia 1:25000, su preglednik.arkod.hr. URL consultato il 12 ottobre 2017.
- G. Giani, Carta prospettiva delle Comuni censuarie della Dalmazia, foglio 6, 1839. Fondo Miscellanea cartografica catastale, Archivio di Stato di Trieste.
- Carta di cabottaggio del mare Adriatico, foglio VII, Milano, Istituto geografico militare, 1822-1824. URL consultato il 29 dicembre 2020 (archiviato dall'url originale il 13 aprile 2013).